# Zoroastrischer Kalender
Der zoroastrische Kalender ist ein Sonnenkalender mit 12 Monaten zu je 30 Tagen plus fünf zusätzlichen Tagen am Ende des Jahres (→Epagomene), die keinem Monat zugeordnet sind.
Es gibt drei verschiedene Versionen dieses Kalenders, die sich darin unterscheiden, dass sie ein anderes Jahr als Jahr 1 bezeichnen.
- Der Qadimi-Kalender (alter Kalender) wird im Iran benutzt.
- Der Shenshai-Kalender (königlicher Kalender) wird von den Parsi in Indien benutzt und läuft dem Qadimi-Kalender um 30 Tage hinterher.
- Der neuere Fasli-Kalender (jahreszeitlicher Kalender) oder Bastani[1]-Kalender (traditioneller Kalender) hat Gemeinjahre mit 365 Tagen und Schaltjahre mit 366 Tagen. Das neue Jahr beginnt zur Zeit der Frühlings-Tag-und-Nacht-Gleiche.

## Geschichte
Die ältesten persischen Monatsnamen sind aus der dreisprachigen Inschrift von Behistun bekannt, in der vom Sieg König Darius I. (522–486 v. Chr.) über niedergeworfene Aufständische berichtet wird.
Die ältesten Bezeichnungen der 30 Monatstage finden sich im Bundahischn.
Das altpersische Jahr war wohl ursprünglich ein Jahr von 12 Monaten zu je 30 Tagen. Um den Kalender mit den Jahreszeiten im Einklang zu halten, wurde von Zeit zu Zeit ein ganzer Monat eingeschoben. Etwa im 6. oder 5. Jahrhundert v. Chr. wurde der Kalender reformiert, und statt alle 6 Jahre einen vollen Monat einzufügen, wurden jedem Jahr 5 Tage hinzugefügt, so dass ein Wandeljahr von 365 Tagen entstand, das sich alle vier Jahre um einen Tag gegen das tropische Jahr verschob.
So wanderte der Jahresanfang von Mitte März im 6. Jahrhundert v. Chr.
bis in den Juli im 5. Jahrhundert n. Chr.
Unter dem Sassanidenherrscher Kavad I. wurde dann um 500 n. Chr. das Neujahrsfest jeweils auf denjenigen Monat gelegt, der in der Nähe der Frühlingstagundnachtgleiche begann; alle 120 Jahre sollte dann ein zusätzlicher Schaltmonat eingefügt werden.
Die Einfügung eines Schaltmonats wurde aber sehr unregelmäßig durchgeführt und unterblieb nach der Eroberung Persiens durch die Araber im Jahre 641 n. Chr. ganz, so dass sich der Jahresanfang wieder verschob.
Nach der Islamisierung Persiens wurde der Zoroastrismus allmählich vom Islam abgelöst, und der islamische Kalender fand Verbreitung. Insbesondere jene Perser aber, welche vor den Verfolgungen der Araber flohen, behielten den persischen Kalender bei.
Während sie im Jahre 1131 n. Chr. wieder einen Schaltmonat einfügten, taten das die Zoroastrier in Persien nicht, wodurch sich die beiden Kalender um einen Monat unterschieden. Allerdings wurde später nie mehr ein Schaltmonat eingefügt.
Als Parsen im Gujarat diese Abweichung im 18. Jahrhundert feststellten, kehrten sie als „Qadimi“ zum vermeintlich richtigen Kalender zurück. Die „Traditionalisten“ behielten den eigenen Kalender bei und nannten sich Shenshais.
Unter dem Großsultan Dschalaleddin Malik Shah wurde der persische Kalender 1079 grundlegend reformiert (siehe Iranischer Kalender). Der Jahresanfang wurde auf die astronomische Frühlingstagundnachtgleiche festgelegt. Die genaue Einfügung des Schalttages ist unbekannt, doch wurde vermutlich eine Schaltperiode von 33 bzw. 37 Jahren eingeführt. Dieser Kalender war später die Grundlage für die Kalenderreform von 1940, durch die bei einigen zoroastrischen Gemeinden der Fasli-Kalender (in Indien) bzw. der Bastani-Kalender (im Iran) eingeführt wurde.

## Das Jahr

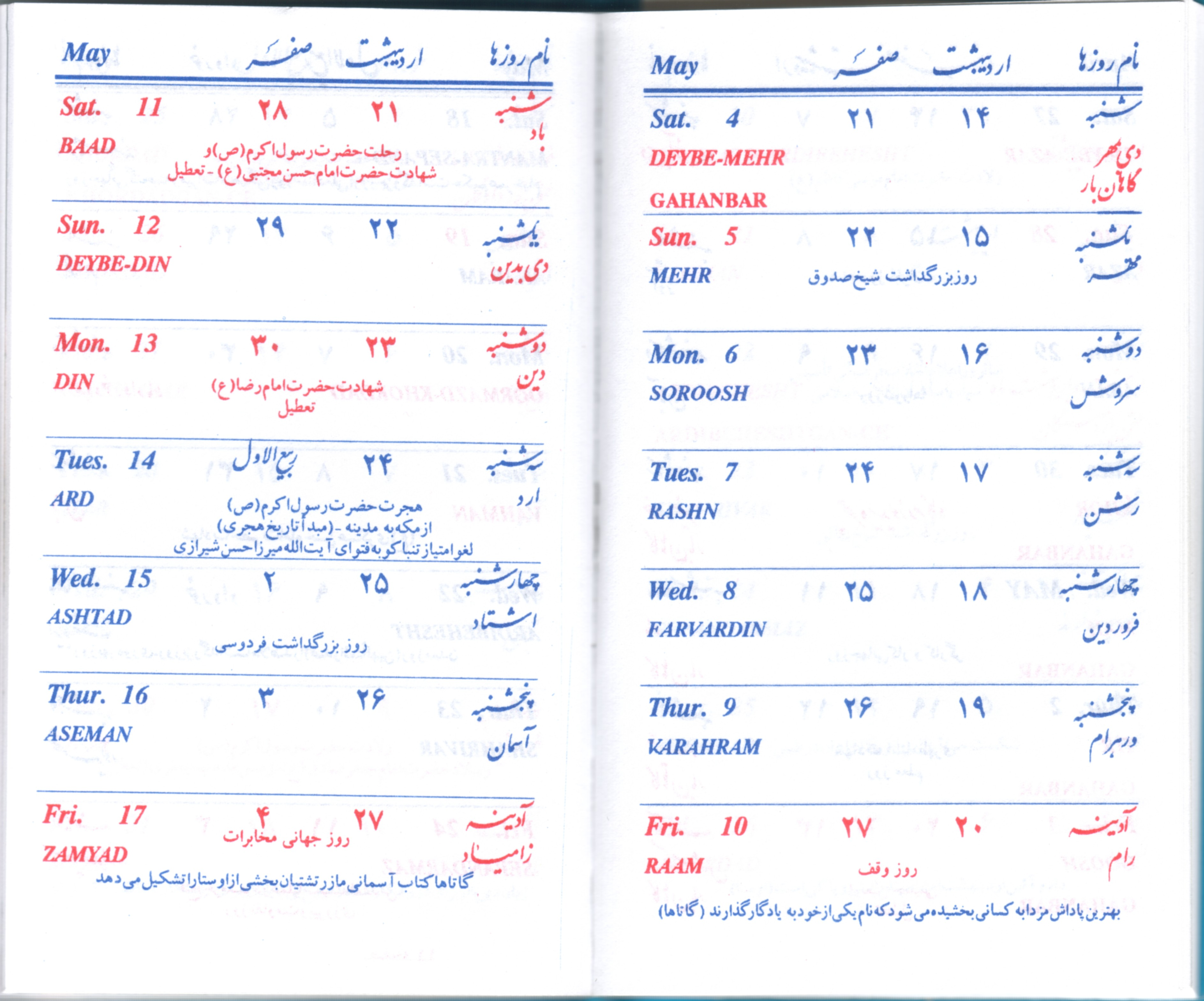
Iranischer Kalender für 3740 zoroastrisch, 1381 iranisch, 1423 islamisch, 2002 gregorianisch (von rechts nach links)

- Das Jahr hat zwölf Monate zu je 30 Tagen und fünf Zusatztage (Epagomenen).
- Das Jahr hat im Qadimi-Kalender und im Shenshai-Kalender stets 365 Tage.
- Das Jahr hat im Fasli-Kalender im Gemeinjahr 365 Tage, im Schaltjahr 366 Tage.

### Die Jahreszählung
Die Jahre werden fortlaufend gezählt. Es gibt verschiedene Epochen.
Eine Ära zählt ab der Thronbesteigung des letzten Sassanidenherrscher Yazdgard III. mit der Epoche 16. Juni 632 n. Chr.
Eine andere Ära zählt ab der Ermordung dieses Königs Ende 651 n. Chr.
Eine dritte Ära beginnt mit dem Jahr 1738 v. Chr., der legendären Geburt Zoroasters.

### Der Jahresanfang
Das Jahr beginnt derzeit im Kalender der Qadimi im Juli, im Kalender der Shenshai im August.
Im Fasli-Kalender beginnt das Jahr mit der Frühlingstagundnachtgleiche.
Die Jahresanfänge für den Zeitraum 2015 bis 2030 n. Chr. sind in der folgenden Tabelle zusammengestellt:
| Qadimi Jahr | greg. Datum   |  | Shenshai Jahr | greg. Datum     |  | Fasli Jahr | greg. Datum   |
| ----------- | ------------- |  | ------------- | --------------- |  | ---------- | ------------- |
| 1385        | 19. Juli 2015 |  | 1385          | 18. August 2015 |  | 1394       | 21. März 2015 |
| 1386        | 18. Juli 2016 |  | 1386          | 17. August 2016 |  | 1395       | 20. März 2016 |
| 1387        | 18. Juli 2017 |  | 1387          | 17. August 2017 |  | 1396       | 21. März 2017 |
| 1388        | 18. Juli 2018 |  | 1388          | 17. August 2018 |  | 1397       | 21. März 2018 |
| 1389        | 18. Juli 2019 |  | 1389          | 17. August 2019 |  | 1398       | 21. März 2019 |
| 1390        | 17. Juli 2020 |  | 1390          | 16. August 2020 |  | 1399       | 20. März 2020 |
| 1391        | 17. Juli 2021 |  | 1391          | 16. August 2021 |  | 1400       | 21. März 2021 |
| 1392        | 17. Juli 2022 |  | 1392          | 16. August 2022 |  | 1401       | 21. März 2022 |
| 1393        | 17. Juli 2023 |  | 1393          | 16. August 2023 |  | 1402       | 21. März 2023 |
| 1394        | 16. Juli 2024 |  | 1394          | 15. August 2024 |  | 1403       | 20. März 2024 |
| 1395        | 16. Juli 2025 |  | 1395          | 15. August 2025 |  | 1404       | 20. März 2025 |
| 1396        | 16. Juli 2026 |  | 1396          | 15. August 2026 |  | 1405       | 21. März 2026 |
| 1397        | 16. Juli 2027 |  | 1397          | 15. August 2027 |  | 1406       | 21. März 2027 |
| 1398        | 15. Juli 2028 |  | 1398          | 14. August 2028 |  | 1407       | 20. März 2028 |
| 1399        | 15. Juli 2029 |  | 1399          | 14. August 2029 |  | 1408       | 20. März 2029 |
| 1400        | 15. Juli 2030 |  | 1400          | 14. August 2030 |  | 1409       | 21. März 2030 |

Schaltjahre im Fasli-Kalender sind hervorgehoben.

### Die Schaltung
Das Wandeljahr des Qadimi- und des Shenshai-Kalenders kennt keine Schaltung, so dass sich das Kalenderjahr gegenüber dem gregorianischen Kalender alle vier Jahre um einen Tag verschiebt.
Die Schaltung im Fasli-Kalender ist so festgelegt, dass die Jahreslänge möglichst genau der Länge des mittleren Sonnenjahres entspricht. Außerdem wird die Abweichung so klein wie möglich gehalten und wächst nicht – wie im gregorianischen Kalender – auf einen ganzen Tag an. So ist zwar meist jedes vierte Jahr ein Schaltjahr, aber gelegentlich auch erst das fünfte Jahr.

### Die Genauigkeit
Mit einer Länge von 365 Tagen weichen der Qadimi- und der Shenshai-Kalender jährlich um 0,24219052 Tage vom tropischen Jahr oder um 1 Tag in rund 4 Jahren ab.

## Der Monat
Der Monat hat keine Beziehung zum Mondlauf. Das Jahr ist in zwölf gleiche Monate zu je 30 Tagen eingeteilt, daran schließen sich fünf, in einem Schaltjahr des Fasli-Kalenders sechs Zusatztage an.
Die zwölf Monate haben folgende Namen:
| persisch | Transkription |
| -------- | ------------- |
| ﻓﺮوردﻳﻦ  | Ferverdîn     |
| اردﻳﺒﻬﺸﺖ | Ardebehesht   |
| ﺧﺮﺩاد    | Khordâd       |
| ﺗﻴﺮ      | Tîr           |
| ﻣﺮداد    | Mordâd        |
| ﺷﻬﺮﻳﻮر   | Sharîr        |
| ﻣﻬﺮ      | Mehr          |
| ﺁﺑﺎﻥ     | Âbân          |
| ﺁﺫﺭ      | Âder          |
| دﯼ       | Deï           |
| ﺑﻬﻤﻦ     | Bahmen        |
| اﺳﻔﻨﺪ    | Asfend(ârmed) |

Die 30 Tage eines Monats haben ebenfalls Namen:
| persisch  | Transkription     |
| --------- | ----------------- |
| ﻫﺮﻣﺰ      | Aûharmazd         |
| ﺑﻬﻤﻦ      | Vahûman           |
| اردﻳﺒﻬﺸﺖ  | Ardavahisht       |
| ﺷﻬﺮﻳﻮر    | Shatvaîrô         |
| اﺳﻔﻧﺪﺍﺭﻣﺪ | ^Spendarmad       |
| ﺧﺮﺩاد     | Horvadad          |
| ﻣﺮداد     | Amerôdad          |
| ﺁﺫﺭ ﺑﻪ ﺩﻯ | Din-i pavan Âtarô |
| ﺁﺫﺭ       | Âtarô             |
| ﺁﺑﺎﻥ      | Âvân              |
| ﺧﻮﺭ       | Khûrshêd          |
| ﻣﺎﻩ       | Mâh               |
| ﺗﻴﺮ       | Tîr               |
| ﮔﻮﺵ       | Gôsh              |
| ﻣﻬﺮ ﺑﻪ ﺩﻯ | Din-i pavan Mitrô |
| ﻣﻬﺮ       | Mitrô             |
| ﺳﺮﻭﺵ      | Srôsh             |
| ﺭﺷﻦ       | Rashnû            |
| ﻓﺮوردﻳﻦ   | Farvardî̄n         |
| ﺑﻬﺮﺍﻡ     | Vâhrâm            |
| ﺭﺍﻡ       | Râm               |
| ﺑﺎﺩ       | Vâd               |
| ﺩﻳﻦ ﺑﻪ ﺩﻯ | Din-i pavan Dînô  |
| ﺩﻳﻦ       | Dînô ̄n            |
| ﺍﺭﺩ       | Ard               |
| ﺍﺷﺘﺎﺩ     | Âshtâd            |
| ﺍﺳﻤﺎﻥ     | Âsmân             |
| ﺯﺍﻣﻴﺎﺩ    | Zamjâd            |
| ﻣﺎﺭﺳﻔﻨﺪ   | Mârspend          |
| ﺍﻧﻴﺮﺍﻥ    | Anîrâ̄n            |

Die fünf bzw. sechs Zusatztage haben folgende Namen:
| persisch  | Transkription |
| --------- | ------------- |
| ﺍﻫﻧﺪ      | Ahnad         |
| ﺍﺷﻧﺪ      | Ashnad        |
| اﺳﻔﻧﺪﺍﺭﻣﺪ | Esfandârmed   |
| ﺍﺧﺸﺘﺮ     | Achschatar    |
| ﺑﻬﺸﺖ      | Wahisht       |

## Die Woche
Heute ist die siebentägige Woche in Gebrauch, jedoch haben nur der Freitag und der Samstag einen eigenen Namen, die übrigen Tage werden als Tage nach dem Samstag gezählt:
| شنبه     | Shanbeh        | Samstag    |
| یک‌شنبه   | Yek-shanbeh    | Sonntag    |
| دوشنبه   | Do-shanbeh     | Montag     |
| سه‌شنبسه‌  | Se-shanbeh     | Dienstag   |
| چهارشنبه | Chahar-shanbeh | Mittwoch   |
| پنج‌شنبه  | Panj-shanbeh   | Donnerstag |
| آدینه    | Aadineh        | Freitag    |